# Idaea griseospersa
Idaea griseospersa là một loài bướm đêm trong họ Geometridae.